# Biskra
Biskra (în arabă بسكرة) este un oraș în provincia (wilaya) cu același nume din Algeria. Are rol de reședință a provinciei.